# Anthony Powell
Anthony Powell (ur. 21 grudnia 1905 w Londynie, zm. 28 marca 2000 we Frome w Anglii) – brytyjski pisarz. 
Autor 12-tomowego cyklu powieści A Dance to the Music of Time, wyróżniającego się ironicznym dowcipem, szerokim spektrum postaci, zawoalowanym i aluzyjnym splotem narracji. Powell odcisnął ślad na brytyjskiej scenie literackiej lat trzydziestych. Był autorem pięciu sarkastycznych, nowoczesnych powieści, w których ostentacyjnie ignorował największe społeczne i polityczne obawy epoki. Książki te, chociaż dowcipne, są w ostatecznym wydźwięku dosyć ponure: nudne rozmowy, mechaniczne akty seksualne, ludzki egotyzm przy jednoczesnym zupełnym braku uczuć.
Po trwającej dekadę przerwie Powell rozpoczął pracę nad monumentalnym cyklem powieści A Dance to the Music of Time, dzięki któremu wyrobił sobie reputację. Narrator utworu podąża taką samą drogą życiową, co autor: jest synem niczym nie wyróżniającego się oficera wojsk lądowych, wykształcenie zdobył w Eton College i Uniwersytecie Oksfordzkim, a okres międzywojenny spędził w Londynie, włócząc się między podłymi klubami nocnymi a dusznymi salonami. Wżenił się w ekscentryczną, arystokratyczną rodzinę, w czasie II wojny światowej służył w armii, a po wojnie cieszył się rosnącą sławą literacką. Rolą narratora u Powella jest nie tyle doświadzczać, co obserwować. Gromadę drugoplanowych bohaterów obserwujemy przez pryzmat ironicznej świadomości narratora; to on nas zawiadamia o ich spotkaniach, rozejściach, stosunkach, konwersacjach, wzlotach i upadkach. Autobiografia i pamiętniki Powella, opublikowane w późniejszym okresie życia, przedstawiają autora jako zrzędliwego konserwatystę z wyższej klasy średniej. Cykl Dance określany jest czasem mianem komedii społecznej, jednak mimo dyskretnego humoru, całość cechuje raczej ponury ton i skomplikowany język, niż sugerowałoby określenie komedia.
Autorami cenionymi przez Powella byli: Fiodor Dostojewski, Marcel Proust, i Honoriusz Balzak.

## Główne powieści
- Afternoon Men (1931)
- Venusberg (1932)
- From a View to a Death (1934)
- Agents and Patiens (1936)
- What's Become of Waring (1939)
- A Dance to the Music of Time:
  - A Question of Upbringing (1951)
  - A Buyer's Market (1952)
  - The Acceptance World (1955)
  - At Lady Molly's (1957)
  - Casanova's Chinese Restaurant (1960)
  - The Kindly Ones (1962)
  - The Valley of Bones (1964)
  - The Soldier's Art (1966)
  - The Military Philosophers (1968)
  - Book Do Furnish a Room (1971)
  - Temporary Kings (1973)
  - Hearing Secret Harmonies (1975)